# 西尾市立横須賀小学校
西尾市立横須賀小学校（にしおしりつ よこすかしょうがっこう）は、愛知県西尾市吉良町上横須賀にある公立小学校。

## 校区
- 吉良町下横須賀（一部）、吉良町上横須賀、吉良町木田、吉良町寺嶋、吉良町岡山、吉良町瀬戸、吉良町中野、吉良町小牧、吉良町酒井、吉良町荻原（一部）が校区である。公立中学校に進む場合は西尾市立吉良中学校である[1]。
- 旧・幡豆郡吉良町北西部（旧・横須賀村）の小学校である。

## 沿革
- 1908年（明治41年）2月29日 - 横須賀尋常高等小学校として開校。
- 1941年（昭和16年）4月1日 - 横須賀村中部国民学校に改称する。
- 1947年（昭和22年）4月1日 - 横須賀村立横須賀中部小学校に改称する。
- 1955年（昭和30年）3月10日 - 吉田町と横須賀村が合併し、吉良町が発足。同時に吉良町立横須賀小学校に改称する。
- 1973年（昭和48年） - 新校舎（鉄筋コンクリート造、現本館。）が完成する。
- 1981年（昭和56年） - プール、体育館が完成する。
- 1993年（平成5年） - 北校舎が完成する。
- 2011年（平成23年）4月1日 - 吉良町が西尾市に編入される。同時に西尾市立横須賀小学校に改称する。

## 交通アクセス
- 名鉄西尾線上横須賀駅下車、徒歩約5分。

## 周辺施設
- 西尾市立吉良中学校
- 吉良町郵便局
- 名鉄西尾線上横須賀駅

## 著名な出身者
- 尾崎士郎（小説家）